# دریاچه بلو اسپرینگز

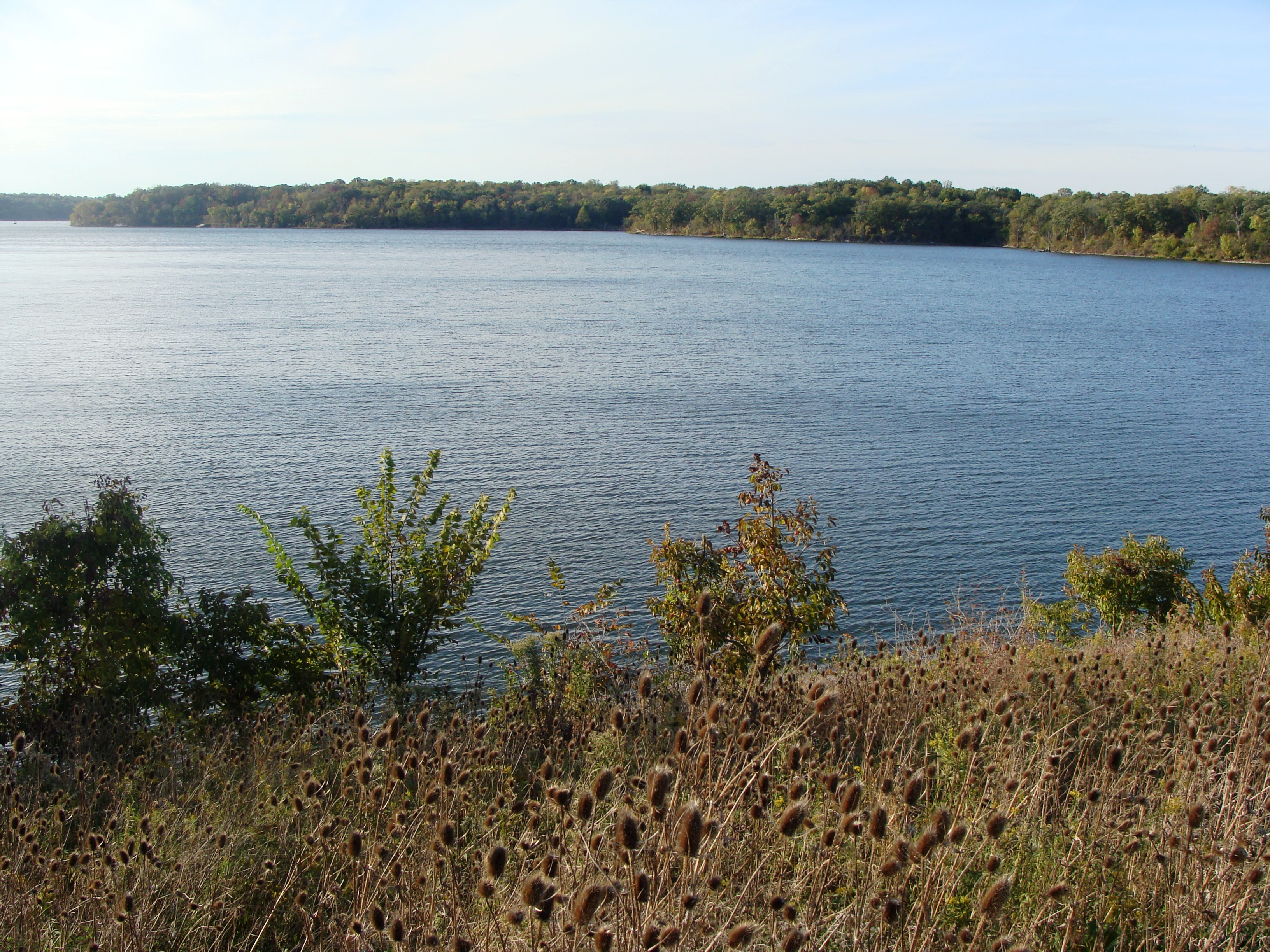

دریاچه بلو اسپرینگز (Blue Springs Lake) یا چشمه های آبی نام یک دریاچه آب شیرین در نزدیکی شهر کانزاس سیتی است.
این دریاچه ۲۹۲ هکتار وسعت دارد و قسمتی از پارک فلمینگ است.